# 高虹安
高 虹安（こう こうあん、1984年1月25日 - ）は、中華民国（台湾）の政治家。2022年統一地方選の新竹市長当選者。2020年より台湾民衆党所属の立法委員。

## 経歴
1984年1月25日、台北市内湖区で生まれる。父はエイサーコンピュータのエンジニア、母は方済中学校の教職員。台北市立康寧国小・台北市私立方済高級中学・台北市立第一女子高級中学・国立台湾師範大学を経て、2008年、国立台湾大学情報工学学科を卒業。シンシナティ大学の機械工学博士。
ラムリサーチでのインターンシップを経て、大学卒業後、資訊工業策進会中区産業服務処智慧加値組組長を務めた。退職後、科智企業股份有限公司の共同創業者を務めたほか、鴻海教育基金会AI教育計画主持人、永齢基金会AI科技顧問、消防発展基金会・郭台銘基金会董事、フォックスコングループ副総経理兼工業ビッグデータ弁公室主任を歴任した。2019年、高虹安は台湾民衆党の党員として2020年立法委員選挙の比例代表の立候補者に指名され、2020年1月11日に当選した。在任中に台湾民衆党立法院党団副総招集人、台湾民衆党立法院党団幹事長を務めた。
2022年8月29日、高虹安は新竹市長への出馬を宣言した。11月26日の統一地方選で新竹市長に当選し、市長就任日の12月25日に立法委員を辞職した。しかし、当選後に高の交際相手の男は補佐官を務めた時期に立法院から支払われる秘書給与を詐取した疑いがあるとして、高は交際相手の男ら4人と共に台北地方検察署の捜査を受けた。12月16日に60万新台湾ドルで保釈された。郭台銘と台湾民衆党党首の柯文哲は高虹安の無罪を主張した。
2024年7月26日、台湾台北地方法院は汚職防止条例違反の罪で懲役7年4月、4年の公権剥奪の判決を言い渡した。有罪判決を受け、内政部は市長の職務を停止し、副市長を市長代理に選任した。また、台湾民衆党を離党した。

## 著作
- (中国語) 『2.5産業的致富法則：用方法論讓服務熱銷全球』. 台湾: 財団法人資策会創新応用服務研究所. (2010). ISBN 9789860250275

- (中国語) 『工業人工智能』. 台湾: 前程文化. (2019). ISBN 9789869688178

- (中国語) 『人工智能導論』. 台湾: 全華図書. (2019). ISBN 9789865030773

- (中国語) 『面試郭台銘：面対面、看見鏡頭外最真実的他』. 台湾: 三采文化. (2019). ISBN 9789576582608